# Five Leaves Left
Five Leaves Left ist das Debütalbum des britischen Folk-Sängers Nick Drake. Es erschien 1969 auf dem Label Island Records.
Der Titel bedeutet auf Deutsch „Fünf Blätter übrig“ und verweist auf Zigarettenpapier-Päckchen der Marke Rizla, welche früher einen bedruckten Zettel enthielten, der darauf hinwies, dass nur noch fünf Blättchen übrig sind. Der Albumtitel wurde später jedoch auch als düstere Prophezeiung (Drake starb fünf Jahre nach Veröffentlichung) gedeutet.

## Hintergrund
Nick Drake spielte sein Debütalbum zwischen Juni 1968 und April 1969 in London ein. Begleitet wurde er im Studio unter anderem von dem Jazz-Musiker Danny Thompson, dem befreundeten Richard Thompson, damaliges Mitglied von Fairport Convention, sowie von Tristan Fry, der zuvor dem London Symphony Orchestra angehörte und Jahre später Mitgründer der Band Sky war. Produziert wurde Five Leaves Left von Joe Boyd, welcher auch mit Fairport Convention und The Incredible String Band zusammenarbeitete. Als Toningenieur fungierte bei den Aufnahmen John Wood, der 1971 Drakes drittes und letztes Album Pink Moon produzieren sollte. Das Erstlingswerk vermischt Folk mit Kammermusik, Robert Kirby und Harry Robinson waren für die Arrangements von Violoncello und Kontrabass zuständig.

## Titelliste
Alle Songs stammen aus der Feder von Nick Drake.
Seite 1
1. Time Has Told Me – 4:27
2. River Man – 4:21
3. Three Hours – 6:16
4. Way to Blue – 3:11
5. Day Is Done – 2:29
Seite 2
6. ‘Cello Song – 4:49
7. The Thoughts of Mary Jane – 3:22
8. Man in a Shed – 3:55
9. Fruit Tree – 4:50
10. Saturday Sun – 4:03

## Rezeption
Das Album gilt, wie alle drei Alben von Nick Drake, als Klassiker der Musikgeschichte und taucht in vielen Bestenlisten auf; 2003 wählte es das Magazin Rolling Stone auf Platz 283 der 500 besten Alben aller Zeiten, in der deutschsprachigen Ausgabe erreichte es Platz 68.

„Drakes jünglingshaft gehauchter Gesang und seine idiosynkratischen, feinnervigen Lieder bleiben einzigartig. Kommerziell war ,Five Leaves Left‘ freilich ein Fehlschlag.“

In der Aufstellung der 500 besten Alben aller Zeiten des New Musical Express belegt es Platz 258.
Pitchfork führt Five Leaves Left auf Platz 61 der 200 besten Alben der 1960er Jahre und River Man auf Platz 92 der 200 besten Songs des Jahrzehnts.
In der Auswahl der 200 besten Alben aller Zeiten von Uncut erreichte Five Leaves Left Platz 183.

„Sein Debütalbum Five Leaves Left war bemerkenswert: voller komplexer, nachdenklicher Musik, doch Arrangements und Produktion direkt aus der Popschublade. Dank des hervorragenden Teams, zu dem die beiden Folk-Thompsons (Richard von Fairport Convention und Danny von Pentangle) und der Arrangeur Robert Kirby gehörten, ist die LP eine Sammlung glitzernder, warmer Sounds von zeitloser Qualität. Seine späteren Alben waren gleichermaßen experimenteller und zugänglicher, doch Five Leaves Left bleibt der Ausgangspunkt zur Erkundung von Drake. Ein guter Start ist das phänomenale ,River Man‘, dessen überdrüssig fragender Text hervorragend zu Nicks wunderbar weichem Tenor paßt. Die perfekt beherrschte akustische Gitarre schwingt zwischen Folk und Psychedelia. Die brandenden Streicher auf „Way To Blue“ sind ebenso inspirierend wie die herzergreifende, unvergeßliche, östlich angehauchte Cellomelodie von ,‘Cello Song‘. Doch die LP ist eine einzige inspirierte Reise, kaum eine Station kann ausgelassen werden.“

Drakes Debütalbum wurde, wie auch seine beiden Nachfolger, in die 1001 Albums You Must Hear Before You Die aufgenommen.

## Coverversionen
Viele Titel des Albums wurden im Laufe der Zeit von anderen Interpreten gecovert; darunter so namhafte wie Elton John oder Norah Jones. Die Aufnahmen von Elton John stammen allerdings aus dem Jahre 1970, als Elton John noch relativ unbekannt war. Er bekam die Demos von Produzent Joe Boyd, der die Kompositionen von Drake bekannter machen wollte.
- Time Has Told Me – Elton John, Micha Marah, Nikki Sudden
- River Man – Andy Bey, Blackmail, Brad Mehldau, Claire Martin, Paul Weller, Till Brönner, Tom Barman und Guy Van Nueten, David Lemaitre, Natacha Atlas, Lizz Wright, Sara Gazarek, Chrissie Hynde
- Way to Blue – Elton John, Guido „Lude“ Lucas
- Day Is Done – Charlie Hunter feat. Norah Jones, Elton John, Brad Mehldau, Claudia Brücken
- ‘Cello Song – Ashley MacIsaac, The Walkabouts, The Books feat. José González
- The Thoughts of Mary Jane – Vashti Bunyan feat. Gareth Dickson
- Saturday Sun – Elton John, Favez
- Das 2023 erschienene Tributalbum The Endless Coloured Ways: The Songs of Nick Drake enthält folgende Coverversionen: Time Has Told Me von Ben Harper, River Man von Famous Blue Cable und Feist, Three Hours von John Parish und Aldous Harding, Day Is Done von John Grant, ‘Cello Song von Fontaines D.C. sowie Saturday Sun von Mike Lindsay und Guy Garvey

## The Making of Five Leaves Left
Im Juli 2025 veröffentlichte Island Records die Sammlerausgabe The Making of Five Leaves Left auf 4 CDs und 4 LPs. Das Boxset beinhaltet zuvor unveröffentlichte Demoaufnahmen und Outtakes, das Studioalbum liegt als Remaster von 2000 bei. Zusätzlich ist ein illustriertes Buch mit Texten von Neil Storey und Richard Morton Jack enthalten.
Als erste Veröffentlichung von Nick Drake schaffte es The Making of Five Leaves Left in die deutschen Albumcharts und stieg auf Platz 28 ein.
Disc 1: 1st Sound Techniques Session aka the Beverley Martyn Demo & Alt Takes from February 1968 to April 1969
1. Mayfair (1st Sound Techniques Session, March 1968) – 2:17
2. Time Has Told Me (1st Sound Techniques Session, March 1968) – 3:37
3. Man in a Shed (1st Sound Techniques Session, March 1968) – 3:05
4. Fruit Tree (1st Sound Techniques Session, March 1968) – 3:31
5. Saturday Sun (1st Sound Techniques Session, March 1968) – 2:43
6. Strange Face (1st Sound Techniques Session, March 1968) – 3:42
7. Strange Face (Rough Mix With Guide Vocal, 11th September 1968) – 4:24
8. Day Is Done (Take 5, 11th April 1968) – 3:17
9. Day Is Done (Take 2, 12th November 1968) – 2:38
10. Day Is Done (Take 7, 3rd April 1969) – 2:30
11. Man in a Shed (Take 1, 10th May 1968) – 3:07
12. My Love Left With the Rain (Cambridge, Lent Term 1968) – 3:51
Disc 2: Paul de Rivaz Reel – October 1968 Out-Takes November 1968
13. Blossom (Cambridge, Lent Term 1968) – 4:25
14. Instrumental (Cambridge, Lent Term 1968) – 1:40
15. Made to Love Magic (Cambridge, Lent Term 1968) – 5:28
16. Mickey’s Tune (Cambridge, Lent Term 1968) – 3:23
17. The Thoughts of Mary Jane (Cambridge, Lent Term 1968) – 4:24
18. Day Is Done (Cambridge, Lent Term 1968) – 2:48
19. Time Has Told Me (Cambridge, Lent Term 1968) – 2:39
20. Three Hours (Take 2, 11th November 1968) – 4:23
21. Time Has Told Me (Take 4, 11th November 1968) – 4:33
22. Strange Face (Take 1, 12th November 1968) – 4:12
23. Saturday Sun (Take 1, 12th November 1968) – 4:23
24. Fruit Tree (Take 4, 12th November 1968) – 4:54
Disc 3: Out-Takes from December 1968 to April 1969
25. Time of No Reply (Take 3 Into 4, 20th December 1968) – 2:55
26. ‘Cello Song (Take 4, January 4th 1969) – 4:49
27. Mayfair (Take 5, 4th January 1969) – 3:30
28. River Man (Take 1, 4th January 1969) – 5:11
29. Way to Blue (Cambridge, Winter 1968) – 2:50
30. The Thoughts of Mary Jane (Take 2, 3rd April 1969) – 3:29
31. Saturday Sun (Take 1 Into Take 2, 22nd April 1969) – 4:56
32. River Man (Take 2, April 1969) – 4:43
Disc 4: The Original Album
33. Time Has Told Me – 4:24
34. River Man – 4:18
35. Three Hours – 6:12
36. Way to Blue – 3:08
37. Day Is Done – 2:25
38. ‘Cello Song – 4:44
39. The Thoughts of Mary Jane – 3:18
40. Man in a Shed – 3:51
41. Fruit Tree – 4:46
42. Saturday Sun – 4:03